# Elżbieta Lizińczyk
Elżbieta Lizińczyk, z d. Staniaszek (ur. 14 lutego 1953 w Warszawie) – polska siatkarka, reprezentantka Polski, trener siatkówki.

## Kariera sportowa
Była zawodniczką AZS-AWF Warszawa (do 1980), z którym wywalczyła wicemistrzostwo Polski w 1973 oraz 1975 i brązowy medal mistrzostw Polski w 1974. W latach 1980–1982 występowała w Starcie Łódź.
Z reprezentacją Polski juniorek zdobyła brązowy medal mistrzostw Europy w 1973. W reprezentacji Polski debiutowała 27 września 1973 w towarzyskim spotkaniu z Kubą. Wystąpiła m.in. na mistrzostwach świata w 1974 i mistrzostwach Europy w 1975. Ostatni raz w biało-czerwonych barwach zagrała 1 maja 1977 w meczu eliminacji mistrzostw Europy z Holandią. Łącznie w I reprezentacji Polski wystąpiła w 79 spotkaniach.
W 1977 ukończyła studia w Akademii Wychowania Fizycznego w Warszawie. Po zakończeniu kariery zawodniczej pracowała jako nauczyciel w-f i trener zespołów młodzieżowych. Jako II trener MOS Wola Warszawa wywalczyła m.in. brązowy medal mistrzostw Polski kadetek w 1996 oraz złoty medal mistrzostw Polski juniorek w 1997 (I trenerem był w obu startach jej mąż - Stanisław Lizińczyk).